# Korzeniara
Korzeniara (Rhizophora L.) – rodzaj roślin z rodziny korzeniarowatych (Rhizophoraceae). Obejmuje 6 gatunków i kilka taksonów mieszańcowych. Wszystkie występują w tropikach wzdłuż wybrzeży stanowiąc istotny składnik lasów namorzynowych.

## Systematyka
Rodzaj z rodziny korzeniarowatych (Rhizophoraceae Pers.), w rzędzie malpigiowców (Malpighiales Juss. ex Bercht. & J. Presl).
Wykaz gatunków
- Rhizophora apiculata Blume
- Rhizophora mangle L.
- Rhizophora mucronata Poir.
- Rhizophora racemosa G.Mey.
- Rhizophora samoensis (Hochr.) Salvoza
- Rhizophora stylosa Griff.

Mieszańce międzygatunkowe
- Rhizophora × annamalayana Kathiresan
- Rhizophora × harrisonii Leechm.
- Rhizophora × lamarckii Montrouz.
- Rhizophora × selala (Salvoza) Toml.
- Rhizophora × tomlinsonii N.C.Duke